# Constantin III de Bretagne

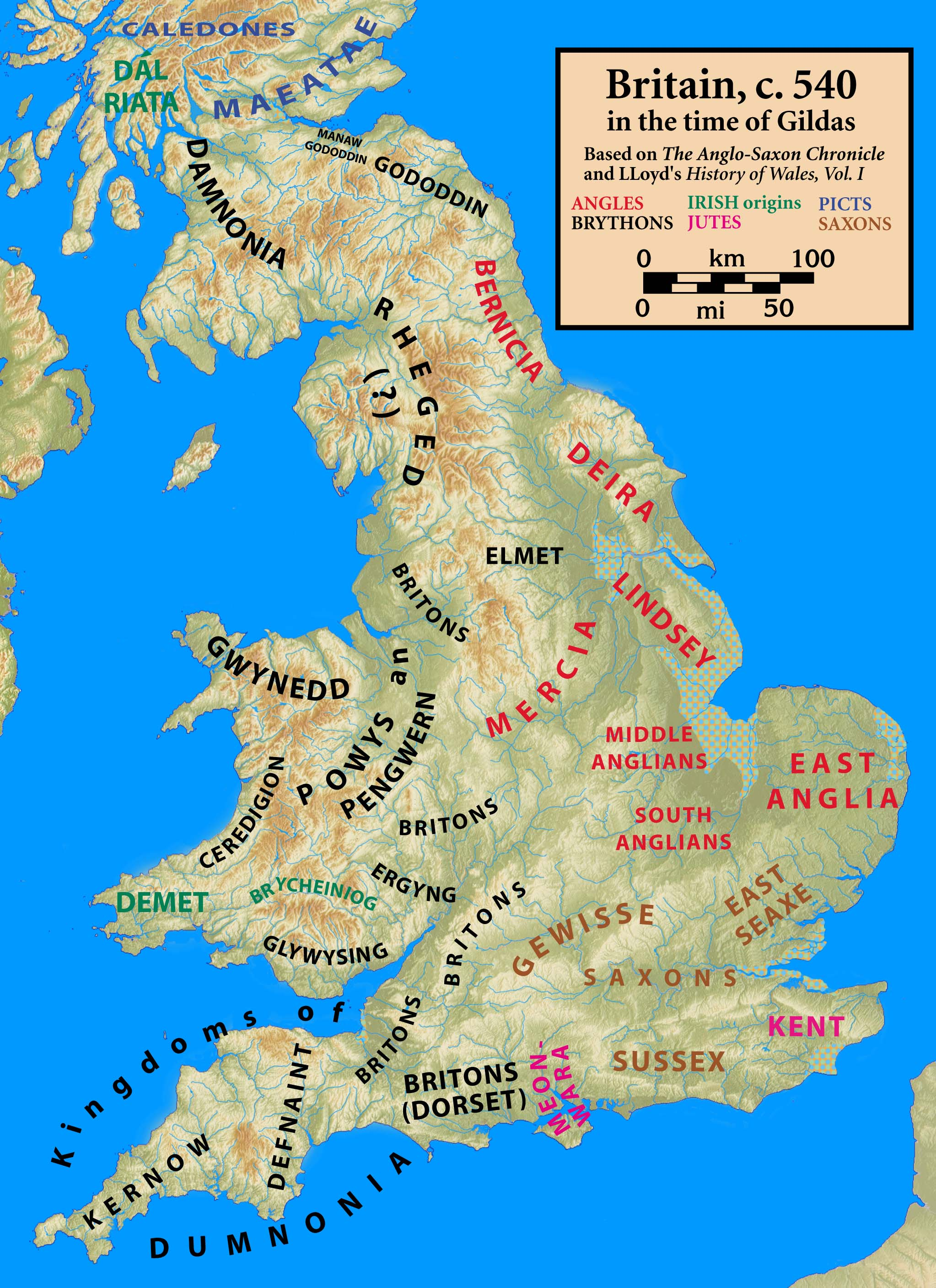
La Bretagne en 540.

Constantin III est selon l'Historia regum Britanniae de Geoffroy de Monmouth un roi légendaire des Bretons insulaires. Il est le fils de Cador, de la famille du roi Arthur.  

## Légende
Il règne à partir de 542 ap. J.-C., durant la période post-romaine, et doit combattre les fils de Mordred et les saxons. Sous son règne Daniel de Bangor Fawr meurt et l'archevêque de Gloucester est promu à l'archevêché de Londres. David meurt également dans son abbaye en Ménevie. À la fin de sa vie Constantin « touché par la sentence divine » meurt, et il est inhumé aux côtés d'Uther Pendragon non loin de Salisbury.

## Histoire
Il est une identification possible du Constantin de Domnonée roi de Domnonée qui selon les Annales Cambriae serait devenu un saint après avoir changé ses mauvaises façons. L'historien du VIe siècle Gildas le Sage, qui le désigne comme le « chien de l'immonde lionne de Domnomée », l'accuse d'avoir fait tuer deux jeunes princes royaux sous « le manteau d'un saint abbé »...

## Articles liés
- Constantin de Bretagne
- Constantin III (usurpateur romain)
- Constant de Bretagne